# Nödslakt
Nödslakt innebär akut och brådskande avlivning av boskap som skadats allvarligt eller riskerar att dö i förtid. Det sker ofta på skadeplats eller där djuret är uppstallat. Man använder ofta bultpistol eller skjutvapen vid nödslakt av större djur.